# Pavel Chelyadko
Pavel Chelyadko (tiếng Belarus: Павел Чалядка; tiếng Nga: Павел Челядко; sinh 3 tháng 3 năm 1993 là một cầu thủ bóng đá Belarus hiện tại thi đấu cho Slavia Mozyr.

## Danh hiệu
Torpedo-BelAZ Zhodino
- Vô địch Cúp bóng đá Belarus: 2015–16